# Екім Кара (сорт винограду)
Екім Кара — старовинний автохтонний сорт червоного винограду з Сонячної Долини поблизу Судака на півдні Кримського півострова. За своїми морфологічними та біологічними особливостями Екім Кара належать до еколого-географічної групи східних сортів винограду. На міжнародному рівні сорт має VIVC номер 23075 (Vitis International Variety Catalog).
Однойменне кріплене вино «Чорний доктор» виготовляється з винограду сорту Екім Кара, який змішують з іншими місцевими сортами винограду, такими як Кефесія і Джеват Кара. Виноградники розташовані на щебнисто-суглинистих ґрунтах, іноді виноград росте на сланцевих і гравійних ґрунтах в долині.

## Етимологія

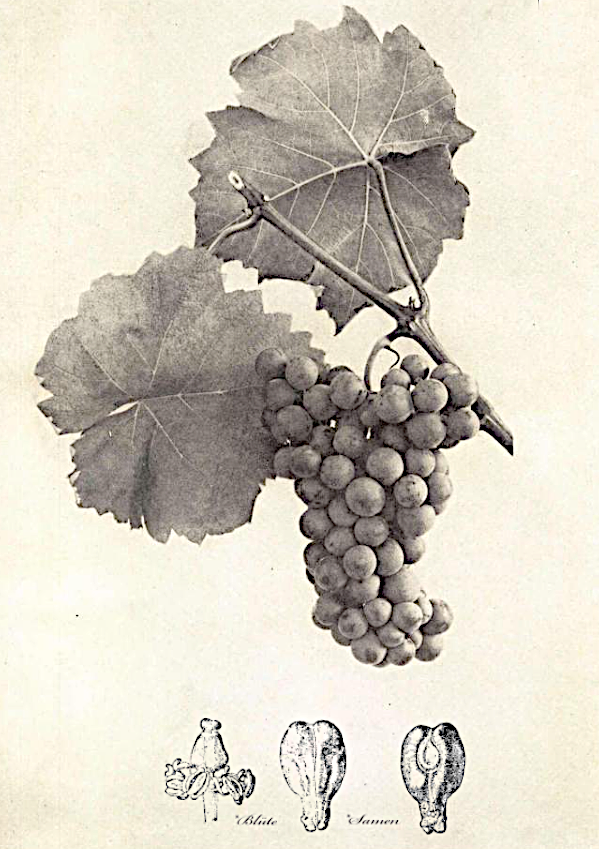
Виноградна лоза Екім Кара з насінням і квітами Олександра Олександровича Іванова (винороб) (1870–1946)

Етимологія з кримськотатарської мови.
Екім (крим. ekim, эким) – доктор, лікар.
Кара (крим. qara, къара) – чорний.

## Ампелографічна сортова характеристика

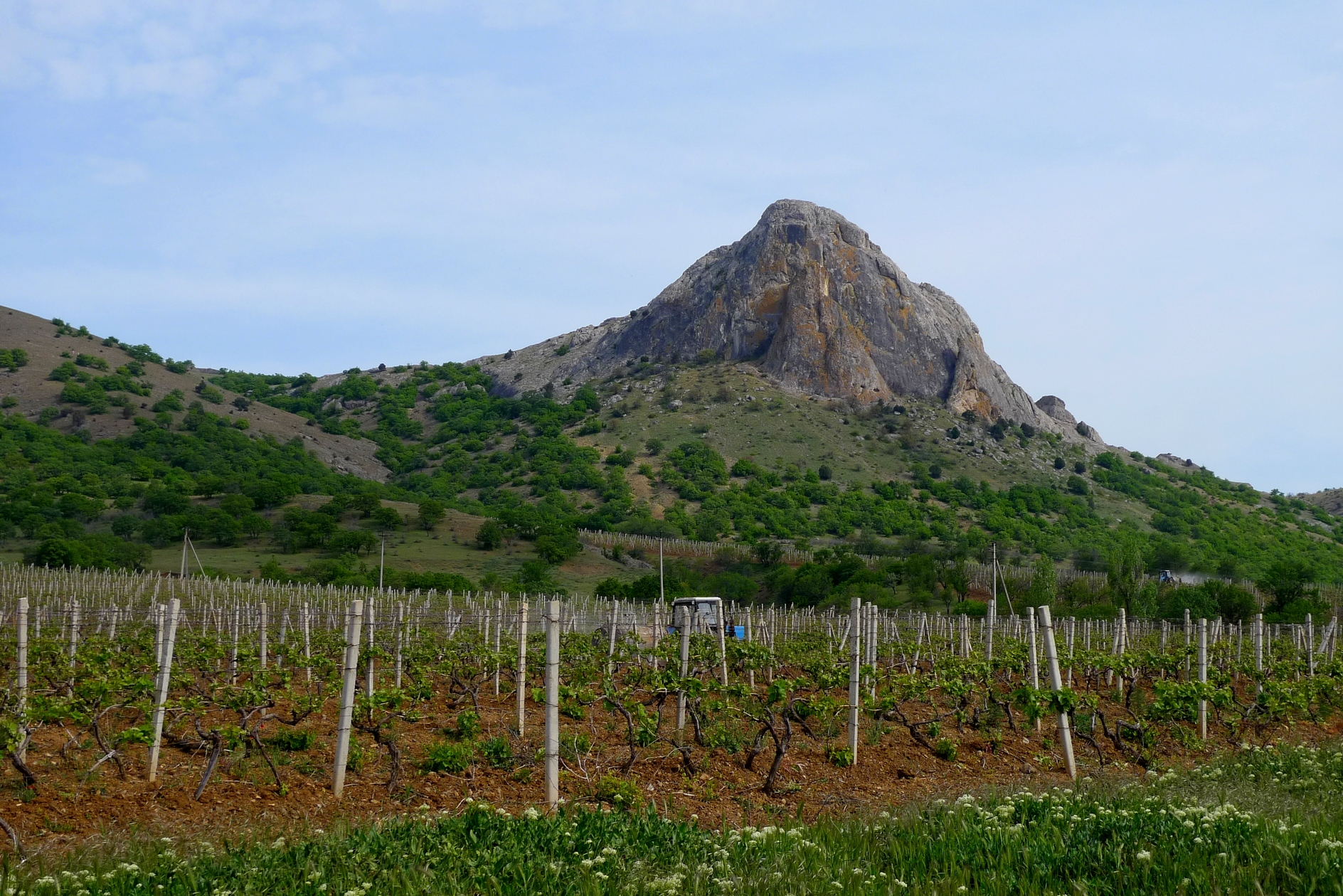
Виноградники Судакської долини

### Молода лоза
Довжина близько 18-20 см, тім'я злегка опушене, краї верхівки світло-рожеві. Верх і низ перших двох листків світло-рожеві з коричневим відтінком і легкими м'якими короткими волосками. На наступних листках ці особливості майже зникають, і листя стає світло-зеленим. Для молодого пагона сорту характерна округла форма листя і їх слабкі надрізи (розсічення).

### Однорічний пагін винограду
Міжвузля світло-сіро-жовті, борозенчасті. Вузли добре помітні та мають трохи темніший колір, ніж міжвузля. Листя середнього розміру (16 см завдовжки, 14-15 см завширшки), округлі, злегка розсічені, трилопатеві, майже цілокраї. Листова пластинка дрібно-пузирчаста, злегка хвиляста, воронкоподібна, жилки листя бузково-рожеві, кінцева частка прямокутна, рідше тупа. Верхні виїмки дрібні, відкриті, щілиноподібні або мають форму зворотного кута. Нижні насічки відсутні або відкриті у вигляді вхідного кута. Вирізка на черешку закрита вузьким еліптичним отвором і помітним перекриттям часток, часто без отвору, рідше відкрита, ліроподібна із загостреним дном. Зубчики на кінцях часток і крайові зубчики дрібні куполоподібні. На нижній стороні листя вздовж жилок розташовані дрібні щільні щетинисті волоски, схожі на павутину. Черешки бордові, коротші або рівні центральній жилці.

### Цвітіння
Тип квітки функціонально жіночий, має п'ять-шість тичинок з короткими, сильно загнутими донизу тичинками (нитками). Зав'язь вузькоконічний, ребристий і має дуже коротку лопатку. Шрам великий і має форму голови.

### Виноград

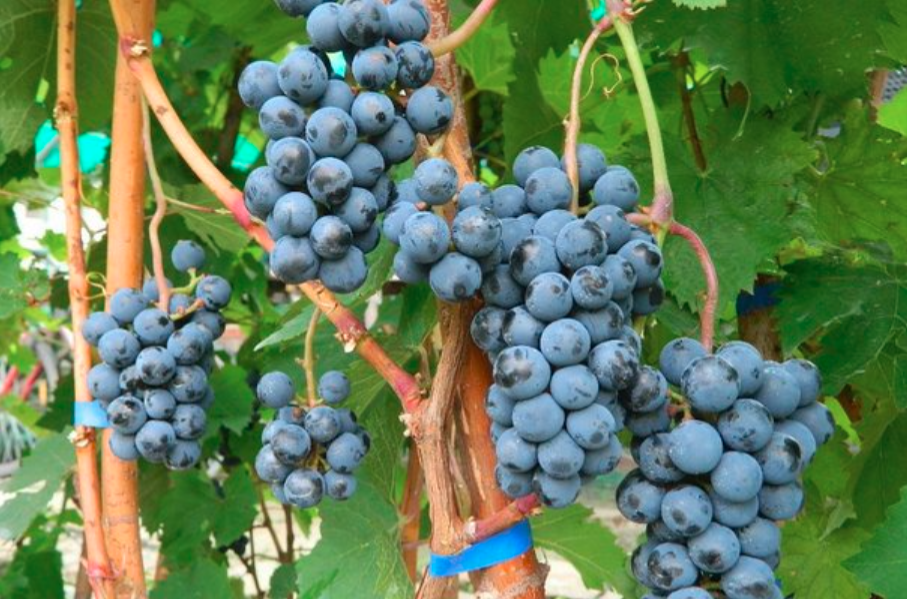
Виноград Екім Кара

Пучка від середнього до великого (16–18 см завдовжки, 12–14 см завширшки), ширококонічні, часто з сильно розрослими частками біля основи (невизначеної форми), середньо щільні або пухкі. Плодоніжка пучка (4–5 см завдовжки) здерев’яніла майже до членика і звисає з членика під прямим кутом. Коли виноград дозріє на стику, він легко відламується. Ніжка ягоди (4–5 мм завдовжки) змінюється дископодібною подушечкою бородавок, яка в дозрілому стані червонувата. Ніжка коротка, з червоними жилками, легко відділяється від ягоди.

### Виноградна ягода
Ягоди середні і великі (15-20 мм в діаметрі), округлі, рідше злегка овальні, чорного кольору. Шкаралупа досить товста, міцна і рясно покрита шаром воску. М'якоть соковита, приємна на смак з хорошою солодкістю і легкою кислинкою. При роздавлюванні ягоди після кількох безбарвних крапель витікає злегка забарвлений сік, колір якого при подальшому роздавлюванні стає все більш насиченим. Їх вага 2-3 грами.

### Насіння
Два-чотири насіння великі (7,5 мм завдовжки, 4-4,5 мм завширшки), видовжено-овальні, коричневі з червоним відтінком. Сім'язачаток оберненояйцеподібний, звужується до верхівки тіла насінини і вдавлений. Борозни на черевній стороні добре виражені та розходяться догори. Наконечник циліндричний з бородавчастою поверхнею, з тильної сторони скошений і на кінці роздвоєний.

## Інші властивості та характеристики

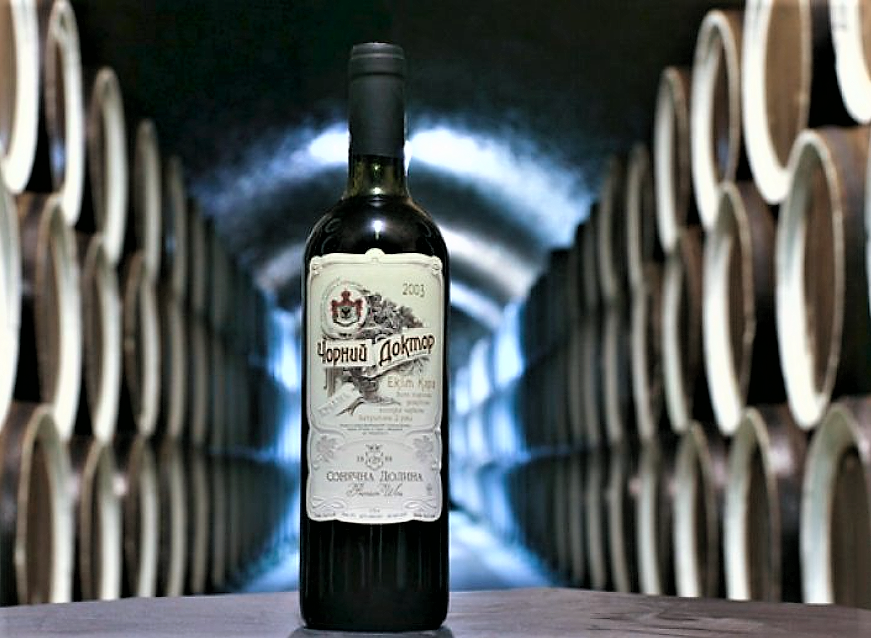
Пляшка врожаю 2003 року «Чорний доктор», (UKR)

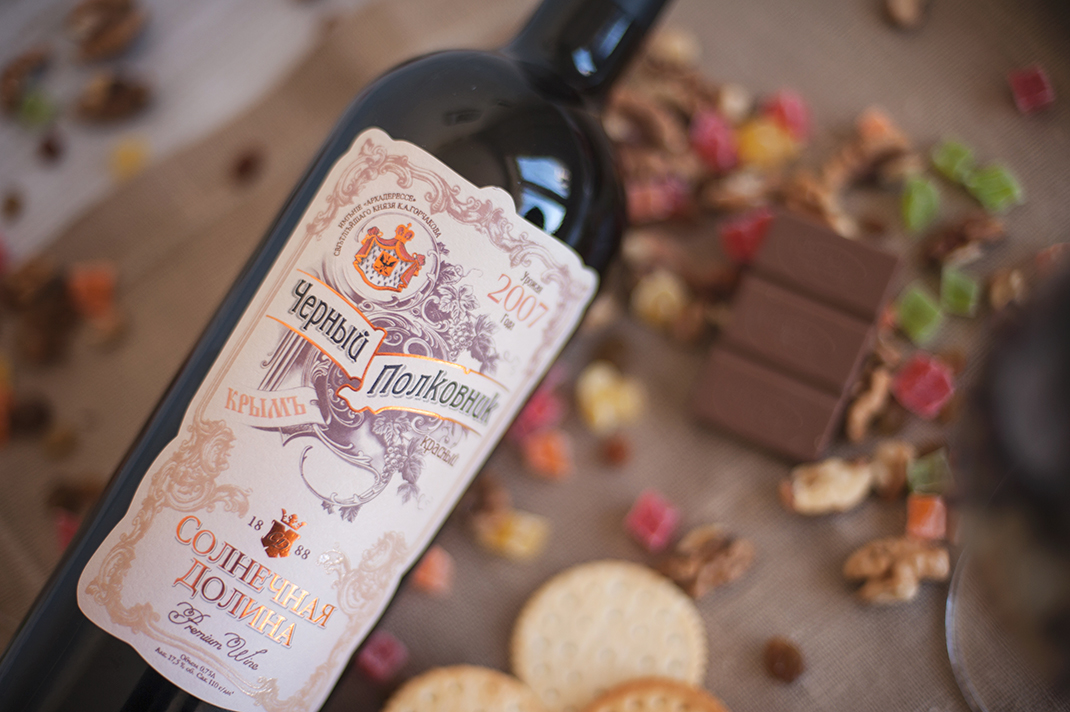
«Чорний полковник, (UKR)

- Відомий приблизно з 1933 року (як технічний сорт винограду) в НДІ виноградарства і виноробства «Магарач», досліджував і використовував для купажу вина Іванов Олександр Олександрович (винороб). Іванов був колишнім учнем відомого винороба Льва Сергійовича Голіцина, і за його рецептом було виготовлено лікерне вино, згодом відоме як «Чорний доктор», основним інгредієнтом якого є виноград Екім Кара.
- Зокрема сорт Сапераві використовується для запилення Ekim Kara.
- Цукристість ягід винограду при зборі становить 22 Brix на 100 мл соку, а кислотність на літр становить 6-8 грам.
- Морозостійкість до -23 градусів Цельсія
- Термін дозрівання ягід коливається від 130 до 157 днів (пізньостиглі).
- У зимові місяці лози обрізають на 4-8 бруньок.
- Збір винограду проводиться вручну
- Сохне на лозі, не запліснявівши

## Синоніми
- Екім Гара
- Екім Кара
- Укджм Кара
- Ехім Кара
- Чорний Доктор

З позначенням Kefessia (Кефесия) також Kefessia (Doctor's Black) це ще один автохтонний сорт винограду з Судацького регіону, який використовується для купажу в однойменному лікерному вині Black Doctor.

## Див. Також
- Тема дня - "Черный доктор" Подарцев Александр Сергеевич специалист по маркетингу ОАО "Солнечная Долина"
- Виноробство в Криму
- Виноробство в Україні
- Виноградарство в Україні
- Інститут виноградарства і виноробства «Магарач»
- Виноробство